# Affaire du témoin X1
L’affaire du témoin X1 est une affaire survenue en marge de l’affaire Dutroux, à la suite d'un appel à témoins lancé en 1996 par le juge Jean-Marc Connerotte. Le témoignage de Régina Louf, femme de 27 ans auditionnée sous la dénomination « X1 », est à l’origine de la thèse d'un réseau pédocriminel autour de Marc Dutroux.
Après l'abandon de cette piste par les enquêteurs en 1997, Regina Louf décide de témoigner à visage découvert. Il est établi qu'elle a subi des abus sexuels durant son enfance, mais le contenu de son témoignage est sujet à caution et son lien avec l'affaire Dutroux ne repose sur aucun élément tangible, d'après les conclusions de magistrats de Bruxelles, Gand et Anvers en 1998.

## Contexte
En 1996, le juge d'instruction Jean-Marc Connerotte lance un appel à témoins (via un numéro vert garantissant l'anonymat). X1 est le premier témoin d'une série de 11 numérotés de X1 à X11. Régina Louf, qui témoigne sous l’appellation X1, est entendue à dix-sept reprises lors d’auditions filmées à Bruxelles, entre autres par l’adjudant Patrick de Baets.

## Thèse du réseau pédophile
Régina Louf déclare avoir reconnu lors d'un reportage de 1996 sur les arrestations de l'affaire Dutroux, Marc Dutroux et Michel Nihoul, décrivant Nihoul comme le chef d'un réseau et Dutroux comme l'exécutant chargé d'approvisionner le réseau en drogue et de garder les enfants.

### Déclarations du témoin X1
Le témoin X1 décrit un réseau piégeant des personnalités importantes en les invitant à des soirées alcoolisées et en les amenant à avoir des relations sexuelles filmées avec des prostituées se révélant après coup mineures. Le réseau ferait circuler des photos et vidéos tournées sur demande des clients, qui décident d’un scénario à faire subir à un enfant, incluant des sévices et tortures. D’autres médias seraient diffusés parmi une clientèle plus conventionnelle, mais toujours dans le cadre pédocriminel. X1 affirme avoir côtoyé beaucoup d’enfants, dont certains cédés par leur famille ou enlevés dans la rue.
Elle déclare que les meurtres à 16 ans sont chose courante au sein du réseau, car c'est l'âge où les jeunes filles, qui n’ont pas été rendues folles par les sévices infligés et n’intéressent plus les clients pédophiles, risquent de parler. Elle dit avoir été forcée d’assister à plusieurs scènes de torture et de meurtres auxquelles elle a dû participer, ainsi qu'à des viols de filles enceintes.
Parmi ces meurtres, elle distingue celui de sa meilleure amie Carine, qu'elle appelait « Clo », qui aurait été mise enceinte et qu'on aurait tenue attachée durant des mois avant de provoquer son accouchement où elle aurait été présente pour atténuer ses cris et l'aider. Elle parle également d’une certaine Christine tuée en 1984 devant elle, car elle voulait parler, et dont le corps aurait été brûlé dans une champignonnière.

### Enquête et conclusions
Après dessaisissement du juge Jean-Marc Connerotte, les auditions et enquêtes continuent. L’enquêteur Rudy Hoskens, chef de l'équipe qui a travaillé sur les auditions en enquêtant sur le terrain, a déclaré que les témoignages de lieux où s'étaient déroulés des viols pédocriminels, en particulier sur la côte bordant la mer du Nord, sont corroborés par le témoignage du témoin X2 (parmi les personnes désignées par le témoin X2 se trouvent des hommes d'affaires, des avocats et des magistrats, dont deux ont déjà été cités par le témoin X1).
Les auditions conduisent à rouvrir des dossiers de meurtres non résolus par les parquets de Bruxelles, Gand et Anvers : 
- Carine Dellaert, disparue à l'âge de 16 ans en 1982, et dont le corps est retrouvé en 1985 dans une fosse septique, le rapport d'autopsie révélant la présence de crayon laminaire[N 1] utilisé pour provoquer des accouchements ou des avortements[3]
- Katrien De Cuyper (1991) et dont le corps est retrouvé en 1992 - Régina Louf s'accuse de ce meurtre en 1997[5] -
- Hanim Mazibas (1988)
- Christine Van Hees[6], jeune Bruxelloise dont le corps brûlé avait été découvert le 13 février 1984 dans l'ancienne champignonnière d'Auderghem[7],[8] ; la description écrite par Régina Louf des lieux a été confirmée par le fils de l'ancien propriétaire[3].

En juin 1997, les enquêteurs, dont Patrick de Baets, Aimé Bille et Rudy Hoskens, 9 mois après le début de leurs investigations, sont dessaisis de l'affaire sur ordre du juge d'instruction Jean-Claude Van Espen, remplaçant Jean-Marc Connerotte, soit dix des quarante policiers chargés de l'affaire. Les nouveaux enquêteurs nommés revisionnent les cassettes vidéo d'audition des témoins X, dont ceux de Régina Louf, et sont chargés d'une relecture des procès-verbaux,.
Deux mois plus tard, les nouveaux enquêteurs accablent l'ancienne équipe de De Baets, estimant que « les auditions ont été orientées par des questions suggestives et dirigées, la présentation des faits dans les procès-verbaux de synthèse n'est pas fidèle aux contenus des auditions, des invraisemblances flagrantes se trouvent dans le récit ». La piste du réseau pédophile organisé est abandonnée.
Les enquêteurs désavoués Patrick de Baets et Aimé Bille déclarent que des gens au sein du système policier et judiciaire ont commis des faux en écriture pour les discréditer, eux et les victimes, tout en encourageant la presse à le faire également. Ils affirment que différentes affaires ayant abouti à un non-lieu auraient pu être éclaircies et ce fait aurait alarmé certains milieux,.

## Sortie de l'anonymat
Lorsque la piste du réseau pédophile est abandonnée, Régina Louf décide de témoigner à la télévision à visage caché, puis découvert, ce qui amène les médias à faire des recherches sur sa vie privée.
Régina Louf, née à Gand le 29 janvier 1969 et ayant grandi à Knokke en Belgique, déclare avoir été victime d’un réseau de pédophilie en Belgique à partir des années 1970. D’après son témoignage, elle a été prostituée de force (esclave sexuelle) dès sa prime enfance par un réseau de prostitution enfantine auquel aurait appartenu sa grand-mère, avec la complicité de celle-ci et de ses parents. Elle raconte avoir été renvoyée à 11 ans chez ses parents car elle commençait à parler à ses camarades de classe et ses enseignants des activités pédocriminelles qu'elle subit, puis avoir été « donnée » par ses parents à un certain Tony, qui abuse d'elle de nombreuses fois alors qu’elle a entre 13 et 17 ans.
Selon son témoignage, Antoine (Tony) Van Den Bogaert l'a violée quand elle avait 4 ans, il devint par la suite son proxénète,. Il l'aurait également forcée à avoir des rapports sexuels zoophiles avec des chiens et à torturer d'autres jeunes victimes. Elle dit qu'elle aurait eu plusieurs enfants dont certains ont été torturés et assassinés lors de snuff movies. Elle fait également état de rapports sexuels incestueux avec son père.
Retrouvés, ses parents, Georges Louf et Christiane Poupaert, démentent tout d'abord en bloc devant les caméras, puis Christiane Poupaert affirme deux mois plus tard aux policiers qu'elle était au courant des relations sexuelles entre sa fille mineure et le dénommé Tony. Selon un témoin proche de la famille, le dénommé Tony aurait commis des attouchements sexuels sur Régina Louf et sa mère en présence du père. Selon un autre témoin proche de la famille, le père et la mère savaient que Tony - à qui Christiane Poupaert avait remis un double des clefs de leur maison, - dormait avec Régina Louf,,. Tony Van Den Bogaert avoue à la police de Gand avoir eu des relations sexuelles avec Régina Louf alors qu’il avait 39 ans et elle 12 ans et, selon ses dires, n'était déjà plus vierge,,.
La grand-mère, Mme Cécile Poupaert née Bernaert, veuve d'un commissaire en chef de la police, accueillait au Zoute sa petite-fille Régina Louf durant la semaine depuis l'âge de deux ans et jusqu'en 1979, où elle la prostituait ; selon des témoignages, cette femme de commissaire gérait deux bordels durant la Seconde Guerre mondiale,.

### Conclusion
Fin janvier 1998, le père de Régina, Georges Louf, est confronté vainement à sa fille dans les locaux de la gendarmerie de Gand, en présence de la substitute Nicole de Roerck.
En 1998, trois mois après la levée de l'anonymat de Régina Louf, les magistrats des parquets de Bruxelles, Gand et Anvers aboutissent tous à une conclusion identique : les accusations du témoin X1 dans le cadre de l'affaire Dutroux sont « purs mensonges », ne reposent sur aucun élément crédible et relèvent de l'invraisemblance. L'enquête criminelle sur les dossiers X est arrêtée en 1998.
En 1998, après diverses plaintes pour calomnies et diffamations déposées par ses parents et sa grand-mère, le livre de Régina Louf intitulé Zwijgen is voor daders (« Le silence est pour les coupables ») est interdit de distribution et retiré des librairies dans les 24 heures sous peine d'amende,,.
La même année, Régina Louf assigne en justice le député-bourgmestre d'Andenne Claude Eerdekens et deux journalistes (Philippe Brewaeys et Jean-Frédérick Deliège) du Soir illustré pour l'avoir calomniée dans l'une de ses éditions.
En 2002, le médecin français Léon Schwartzenberg lui a apporté son soutien et a également préfacé une édition française de son livre.
Selon le psychiatre Paul Igodt, qui a dirigé un conseil de cinq psychiatres pour expertiser Régina Louf sur ordre de la magistrature, elle souffre du trouble de la personnalité multiple dû à des abus sexuels prolongés et très graves durant son enfance. Mais selon lui, elle n'est ni folle, ni schizophrène, ni mythomane.
En 2003, l’avocat de Régina Louf dépose à la chambre du conseil de Neufchâteau une demande faisant valoir que ses déclarations et le résultat de quelque 40 devoirs d'enquête complémentaires demandés par son avocate soient joints au « dossier bis » qui reste ouvert à Neufchâteau pour tracer les éventuels réseaux ayant eu recours aux « services » de Marc Dutroux. La Chambre du conseil ne l'a pas suivie, justifiant sa décision de dessaisir par son souci de « bonne administration de la justice ».
En 2009, Michel Bourlet, l’ex-procureur du Roi de Neufchâteau, devenu retraité, admet que Régina Louf « disait des choses qui n’étaient pas vraies » mais qu’il s’agissait de vérifier le reste.
Le témoignage du témoin X1 a été rapproché[Par qui ?] de celui d'une autre essayiste néerlandophone, qui sous le pseudonyme de Yolanda a publié une autobiographie sous le titre L'Innocence souillée (titre original : Mijn Verhaal), en 1994, où elle raconte sa prostitution forcée durant 20 ans.

## Publications
- Silence, on tue des enfants ! Voyage jusqu’au bout du réseau (préf. Léon Schwartzenberg, postface Marc Reisinger), Factuel, 2002 (réimpr. 2004 & 2010 aux éditions Mols) (ISBN 978-2-94031313-6 et 2-87402009-5)
- (nl) Zwijgen is voor daders : de getuigenis van X1 (« Le silence est pour les coupables »), éditeur : Antwerpen : Houtekiet ; réédition Baarn : De Fontein, 1998.
- (en) Régina Louf,